# Флорешти (Скаришоара)
Флорешти (рум. Florești) насеље је у Румунији у округу Алба у општини Скаришоара. Oпштина се налази на надморској висини од 1163 m.

## Становништво
Према подацима из 2002. године у насељу је живело 37 становника, од којих су сви румунске националности.